# Peeping Tom (ダンス)
Peeping Tomは、アルゼンチンのダンサー、ガブリエラ・カリゾとフランスのダンサー、フランク・シャルティエによって2000年に設立された、ブリュッセルを拠点とするタンツ・テアター・コレクティブである。

## 歴史
このカンパニーは2000年にガブリエラ・カリゾ (1970年生まれ) とフランク・シャルティエ (1967年生まれ)の2人によって設立され、 同じ年にオランダの歌手で俳優のサイモン・ヴェルスネル(1947 年生まれ) とのコラボを開始し、Le Salon / Le Jardin / Le Sous-solの 3 部作が成功を収め、世界中で 350 回以上の公演が行われた。
Peeping Tomは、2009年にSabine Molenaar、Marie Gyselbrecht、メゾソプラノのEurudike De Beul、 Jos Baker、Seoljin Kim、Hun-Mok Jungの5人のダンサーと1人の歌手のために 32 rue Vandenbrandenを制作した。この作品には、行き止まりの場所で孤立して暮らす6人が登場し、オリヴィエ賞のベスト・ニュー ダンス・プロダクション部門にノミネートされた。2013年のパリ・カルティエ・デテ・フェスティバルなどで発表されている。
その後、カンパニーは特に家族をテーマにした公演を続け、2015年にパリのテアトル・ド・ラ・ヴィルでVader（フラマン語「父」）、2017年1月にブールジュの文化会館でMoeder（「 母 」）、2019年に3作目のKinderenを発表した。
Peeping Tomの作品は、他にも、フランスの「2005年のベストダンス ショー賞」、ザルツブルグ音楽祭の「2007 年ヤング ディレクターズ アワード」、 2009年メルボルン国際芸術祭などいくつかの賞を受賞している。

## 主なコリオグラフィー
- 2000 : Caravana/Une vie inutile
- 2002 : Le Jardin
- 2004 : Le Salon
- 2007 : Le Sous-sol
- 2009 : 32 rue Vandenbranden
- 2011 : À louer
- 2014 : Vader
- 2016 : Moeder
- 2019 : Kinderen